# 芙蓉堂

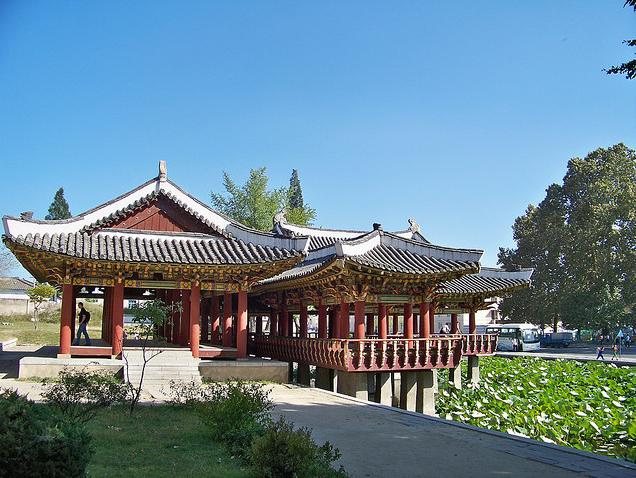
芙蓉堂

芙蓉堂（：／）位於朝鮮民主主義人民共和國的黃海南道之道府海州市，它原是在公元1354年間修築「海州城」時修築作防火用途的蓄水池，後來長出滿池荷花，使它的花香遠近知名，因而得名。
在15世紀期間，再修建一座名為凝香閣的樓亭供途人休息；在公元1526年，再建一座芙蓉堂，以一道橋樑與凝香閣相互連接。芙蓉堂使用33根花崗石枝柱支撐，樓頂為歇山式，富有朝鮮民族風格，高10.5公呎，建築面積幾百平方公呎，是北朝鮮境內唯一的水榭亭樓，它是「海州八景」之一，芙蓉堂曾在20世紀50年代的朝鮮戰爭期間幾乎完全被毀。后於1953年重建，被列為朝鮮民主主義人民共和國國寶第68號。
現時，凝香閣、芙蓉堂及布滿荷花的蓄水池被統稱為芙蓉堂，它是海州市的重要觀光景點。鄰近還有宣祖大王駐蹕紀績碑的古蹟。